# Чеккарелли, Даниэла
Даниэла Чеккарелли (итал. Daniela Ceccarelli; род. 25 сентября 1975, Фраскати, Лацио) — итальянская горнолыжница, выступавшая за сборную Италии с 1996 года. Олимпийская чемпионка 2002 года в супергиганте. 
Даниэла Чеккарелли в 2001 и 2002 годах трижды была призёром этапов Кубка — один раз в скоростном спуске и дважды в супергиганте. Всего за карьеру 8 раз попадала в пятёрку лучших на этапах Кубка мира, но не одержала ни одной победы. 
Шесть раз становилась призёром Кубка Европы, имеет в послужном списке пять третьих мест и одно второе. 
В 2003 году выиграла две программы на Кубке Южной Америки.
За карьеру принимала участие в 4 чемпионатах мира (1999, 2001, 2003, 2005). Лучший результат — 13-е место в скоростном спуске на чемпионате мира 2003 года в Санкт-Морице.
В 2006 году в Турине Чеккарелли в соревнованиях по супергиганту заняла лишь 31-е место.
Завершила карьеру в 2010 году.

## Семья
- Алессандро Колтури ─ тренер по лыжным гонкам.
- Дочь ─ Лара Колтури (2006) ─ итало-албанская горнолыжница[3].
- Сын ─ Юрий (2011).